# Лукьянчукас, Манфредас
Манфредас Лукьянчукас (лит. Manfredas Lukjančukas; род. 13 ноября 1991, Вильнюс) — литовский футбольный судья. Судья ФИФА с 2017 года.

## Карьера
Манфредас Лукьянчукас родился в столице Литвы, городе Вильнюсе, но взросление проходил в северо-западном крупном городе Шяуляй. После окончания средней школы получил степень бакалавра экономики в Шяуляйском университете. Работал тренером в Шяуляйской футбольной академии.
С 2015 года Лукьянчукас работает главным судьёй на играх в литовской лиге.
В 2017 году включен в список арбитров ФИФА и судит международные футбольные матчи.
В сезоне 2017/18 годов Лукьянчукас впервые работал на матче квалификации Лиги Европы. В сезоне 2018/19 годов литовский судья впервые судил матч в квалификации Лиги чемпионов. В сезоне 2022/23 году он впервые отработал на матче группового этапа Лиге конференций УЕФА. На его счету судейство в матчах отборочного турнира к чемпионату Европы среди спортсменов до 21 года. По обмену работал на матчах в латвийской Вирслиге, Кубке Балтии 2018 года, а также в товарищеских матчах сборных.
В 2022 году работал главным судьёй на финале Кубка Литвы между Жальгирисом и Хегельманном (2:1).
13 декабря 2023 года дебютировал на групповом этапе Лиги чемпионов, отработав на матче между немецким Лейпцигом и швейцарским Янг Бойзом.
Лукьянчукас судил четыре матча чемпионата Европы среди спортсменов до 17 лет в 2019 году в Ирландии. В 2022 году отработал на двух матчах чемпионата Европы до 19 лет в Словакии.